# نقاره چیان
نقاره چیان، روستایی از توابع بخش مرکزی شهرستان فومن در استان گیلان ایران است. به دلیل حضور شخصی بنام حاج اسماعیل عبداللهی در بخشی از روستای نقاره چیان تا اوایل دهه هفتاد این روستا را حاجی آباد  می نامیدند که پس از فوت ایشان به حاجی آباد بیشتر مرسوم شد .

## جمعیت
این روستا در دهستان رودپیش قرار دارد و براساس سرشماری مرکز آمار ایران در سال ۱۳۸۵، جمعیت آن ۲۵ نفر (۸خانوار) بوده‌است. این آمار در سرشماری مرکز آمار ایران در سال ۱۳۹۵ به ۸۰ نفر افزایش یافته‌است .